# Пеги Ашкрофт
Пеги Ашкрофт (на английски: Peggy Ashcroft) е британска актриса. 

## Биография
Пеги Ашкрофт е родена на 22 декември 1907 година в Кройдън, Англия. Тя е по-малкото дете и единствена дъщеря на Виолета Мод, родена Бернхайм (1874–1926) и Уилям Уорсли Ашкрофт (1878–1918), земен агент. Според Майкъл Билингтън, нейният биограф, Виолета Ашкрофт е от датски и немски еврейски произход и е запалена любителска актриса.  Бащата на Ашкрофт е убит на активна служба през Първата световна война. Тя посещава училище Удфорд, Източен Кройдън, където един от нейните учители насърчава любовта й към Шекспир, но нито учителите, нито майка й одобряват желанието й да стане професионална актриса. Ашкрофт обаче е решена и на 16-годишна възраст се записва в Централното училище за реч и драма, ръководено от Елси Фогърти, от която майка й е вземала уроци преди няколко години.  Акцентът на училището беше върху гласа и елегантната дикция, които не се харесаха на Ашкрофт или на нейния съученик Лорънс Оливие. Тя научава повече от четенето на „Моят живот в изкуството“ от Константин Станиславски, влиятелния директор на Московския художествен театър. 

### Кариера
Пеги Ашкрофт работи в по-малки театри още преди да завърши драматично училище, а в рамките на две години след това играе в Уест Енд. Запазва водещото си място в британския театър през следващите 50 години. Винаги е привлечена от идеалите за постоянни театрални трупи, голяма част от работата си е в театър „Старият Вик“ в началото на 1930-те, компаниите на Джон Гилгуд през 1930-те и 1940-те, Кралската Шекспирова компания от 1950-те и Кралски национален театър от 1970-те.
Макар и добре оценена в Шекспир, Ашкрофт е известна и със своята отдаденост към съвременната драма, появявайки се в пиеси на Бертолт Брехт, Самюел Бекет и Харолд Пинтър. Кариерата й е почти изцяло прекарана в театъра на живо до 1980-те години, когато тя се насочва към телевизията и киното със значителен успех, печелейки Оскар за най-добра поддържаща женска роля и Златен глобус за най-добра поддържаща актриса и няколко британски и европейски награди.

### Отличия, награди и почит
Британските държавни отличия на Ашкрофт са командир на Орден на Британската империя (CBE) през 1951 г. и Дама, командир на ордена (DBE) през 1956 г. Нейните чуждестранни държавни отличия са Златен медал на краля, Норвегия (1955) и Орден на Св.Олав, Норвегия (командир, 1976 г.). Тя е удостоена с почетни степени от осем университета и е почетен сътрудник на колежа Сейнт Хю, Оксфорд. Тя е наградена със стипендия на Британския филмов институт през 1989 г.  В допълнение към наградите Оскар и БАФТА, тя получава и награда на филмовия фестивал във Венеция за „Тя отсъстваше“ (1989), награда БАФТА за телевизионната пиеса „Хванати във влака“ (1980), специална награда от Британската театрална асоциация за телевизията игра „Сметана в моето кафе“ (1982), специална награда от БАФТА (1990) и специална награда Лорънс Оливие (1991). 
Ашкрофт е отбелязан с паметна плоча в Ъгъл на поетите, Уестминстърското абатство. Театърът в Кройдън е кръстен „Ашкрофт“ в нейна чест през 1962 г.  Кралската Шекспирова компания има сцена наречена „Ашкрофт“ точно над Лебедовия театър в Стратфорд на Ейвън, използвана за репетиции на пиеси.

### Личен живот
Пеги Ашкрофт се омъжва три пъти. Първият й съпруг е Рупърт Харт-Дейвис (1929–1933), вторият е режисьора Фьодор Комисаржевски (1934), а третият – Джеръми Хътчинсън (1940–1965) от когото има две деца.

### Смърт
Пеги Ашкрофт почива от инсулт в Лондон на 83-годишна възраст.  Нейната прах е разпръсната около черница в Голямата градина в Ню Плейс, Стратфорд на Ейвън, която тя е засадила през 1969 г.  Паметна служба се провежда в Уестминстърското абатство на 30 ноември 1991 г. 

## Избрана филмография
| година | филм                       | оригинално заглавие | роля          | режисьор       |
| ------ | -------------------------- | ------------------- | ------------- | -------------- |
| 1935   | Тридесет и деветте стъпала | The 39 Steps        | Маргарет      | Алфред Хичкок  |
| 1959   | Историята на една монахиня | The Nun's Story     | майка Матилде | Фред Зинеман   |
| 1987   | Когато вятърът задуха      | When the Wind Blows | Хилда Блогс   | Джими Мураками |